# Ermita de la Soledad (Brozas)
La ermita de la Soledad es una ermita del siglo XVI ubicada a las afueras de la villa española de Brozas, en la provincia de Cáceres.
Se ubica en las afueras occidentales de la villa, sobre una colina ubicada inmediatamente al oeste de la carretera EX-302 que lleva a Herreruela, a medio camino entre la ermita del Buen Jesús ubicada al sur y la ermita de San Juan ubicada al norte.  El edificio forma parte desde 2016 del conjunto histórico de la villa de Brozas.

## Historia y descripción
Es una obra popular construida en el siglo XVI. En su origen, la ermita estaba vinculada a la parroquia de Santa María, pero se consideraba una ermita privada y no tenía cofradía. Un grupo de vecinos de la villa se encargaba de su mantenimiento económico y de nombrar un capellán. Era un oratorio muy popular en la villa, pues en su origen se oficiaba aquí misa todos los viernes y el edificio destacaba por su cuidado y limpieza.
Se trata de una ermita de reducidas dimensiones, planta cuadrada y muros de sillares con un solo tramo que se encuentra cubierto por sencilla bóveda de crucería apeada sobre ménsulas. La puerta de entrada presenta arco de medio punto y junto a ella hay un escudo de mármol con signos de la Inquisición sostenido por la Cruz de Alcántara.
El frontal del altar se adorna con azulejos talaveranos del siglo XVIII, que presenta en el centro dibujo de la Virgen de la Salud y, en su entorno, decoración vegetal y geométrica. La ermita alberga también retablo barroco dorado, de hacia 1720, de un cuerpo, con columnas salomónicas y hornacina central, que alberga imagen de la Virgen de la Soledad, de vestir, representación popular del siglo XVIII.
Junto a esta ermita se ubica el crucero más destacable de la villa, fechado a mediados del siglo XVI y de estilo renacentista. Está labrado en piedra de granito, muy ornamentada. El crucero se compone de una basa cuadrangular, formada por cinco gradas de sillares escalonados, sobre la que se erige una columna de fuste cilíndrico y liso, rematado en capitel corintio, que soporta la cruz. En uno de los peldaños consta la inscripción "LA VERA CRVZ", y una pequeña basa circular con decoración vegetal separa los peldaños del fuste. Lo más destacado del crucero es la cruz que lo remata, que muestra a Cristo crucificado en disposición muy dramática, acompañado por dos querubines y rodeado por una aureola con motivos vegetales.